# 普雷河國家自然公園
普雷河國家自然公園（西班牙語：Parque nacional natural Río Puré），是哥倫比亞的國家公園，位於該國東南部亞馬遜省，處於卡維納里國家自然公園以東，成立於2002年，面積9,999平方公里。